# 廿日市ジャンクション
廿日市ジャンクション（はつかいちジャンクション）は、広島県廿日市市宮内にある山陽自動車道と広島岩国道路および広島岩国道路の廿日市ICへ分岐するジャンクションである。

## 歴史
- 1987年（昭和62年）
  - 2月26日：山陽自動車道の五日市IC - 廿日市JCT間及び広島岩国道路の廿日市IC - 廿日市JCT間開通に伴い、供用開始[2]。
  - 12月10日：広島岩国道路の廿日市JCT - 大野IC間開通[2]。

## 接続する道路
- E2 山陽自動車道
- E2 広島岩国道路

## 隣
E2 山陽自動車道
(31)五日市IC - (31-1)宮島SA/SIC - (32)廿日市JCT
E2 広島岩国道路
(32-1)廿日市IC - (32)廿日市JCT - (32-2)大野IC